# Boii

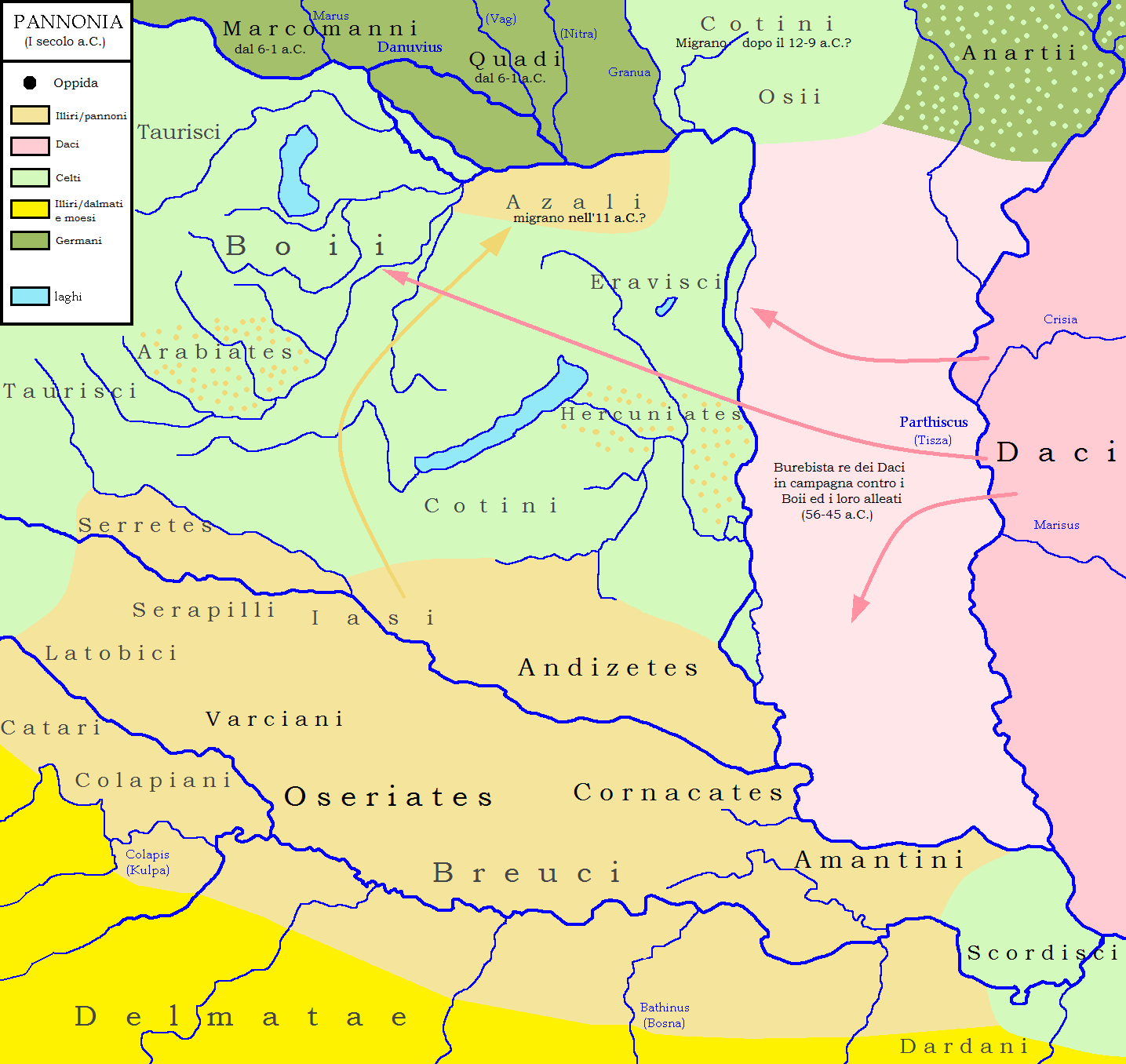
Linksboven in het groen

De Boii (ook wel vernederlandst tot Bojers) waren een Keltische stam die zijn oorsprong waarschijnlijk had in het huidige Midden-Europa. Ze duiken op verschillende momenten in de geschiedenis op en niet iedereen is het er over eens dat steeds dezelfde stam bedoeld wordt.

## De Boii inBohemen
Bohemen wordt wel als bakermat van de Boii beschouwd. Zo zou de naam Bohemen ooit zoiets als *Boiohaimum ("heem van de Boii") geluid hebben. Uit grafvondsten blijkt dat de Boii tot de Hallstatt- en La Tènecultuur hoorden. Ze werden later uitgeroeid door de Dacische koning Burebista. Het gebied waar ze hadden gewoond kreeg de bijnaam “Woestijn van de Boii”.

## De Boii in Noord-Italië

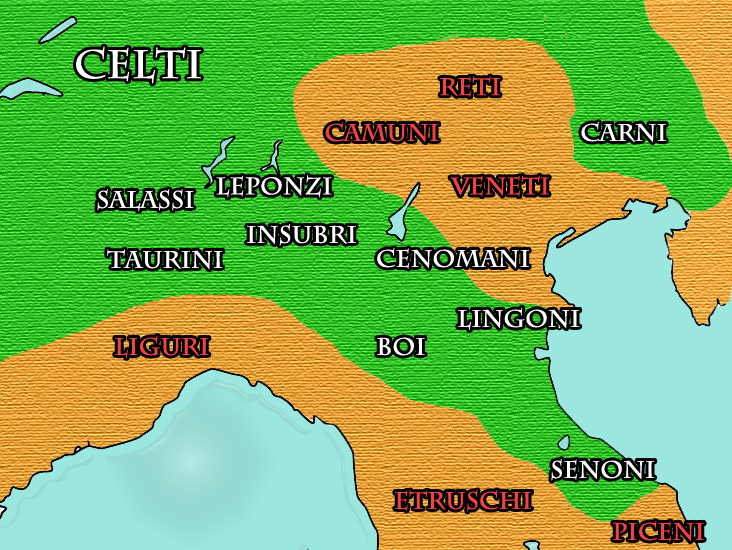
Gallia Cisalpina 391-192 v.Chr.

In de 4e eeuw v.Chr. trokken de Boii samen met de Senones en Lingones Italië binnen en brachten onder leiding van Brennus Rome bijna ten val. Na het ontvangen van duizend pond goud van de Romeinen trokken de Galliërs terug naar Noord-Italië. Daar vestigden zij zich in de Povlakte.
De relatie tussen hen en de Romeinen bleef overigens slecht. In de 3e eeuw v.Chr. werden talloze oorlogen gevoerd tussen de Boii en de Romeinen en toen Hannibal Italië binnenviel (218 v.Chr.) kwamen de Boii hem te hulp.
In 191 v.Chr. werden de Boii definitief verslagen door Publius Cornelius Scipio Nasica en verloren zij een groot gedeelte van hun grondgebied.

## De Boii inGallië
Rond 60 v.Chr. sloten de Boii zich bij de Helvetii aan toen deze Gallische stam vanuit zijn thuisland (het huidige Zwitserland) Gallië binnentrok. Samen met hen werden de Boii in 58 v.Chr. verslagen door Julius Caesar bij Bibracte. Caesar stond hun toe zich te vestigen in het gebied tussen de Loire en de Allier. Hun hoofdstad was Gorgobina, een plaats die tot nu toe niet geïdentificeerd is.

## Primaire bronnen
- Titus Livius, Ab urbe condita
- Julius Caesar, De bello gallico
- Titus Maccius Plautus, Captivi